# Klientelismus
Klientelismus ist ein System personeller, ungleicher Abhängigkeitsbeziehungen in politischen Apparaten, zwischen einflussreichen Personen und ihren Klienten auf der Grundlage von Leistung und Gegenleistung. Betrachtet man diese Form asymmetrischer Beziehung von Seiten der einflussreichen Person aus, spricht man auch von Patronage. In Österreich wird statt von Patronage meist von Protektion gesprochen.
Der Klientelismus ist ein Organisationsschema mit zugleich feudalistischen und familiaristischen Strukturelementen. Er ist eine Sonderform parochial – partizipatorischer (politischer) Kultur, die von der anthropologischen Analyse aus gesehen einzig eine Tauschbeziehung zwischen zwei Personen mit ungleich verteilten Machtchancen darstellt. Diese Tauschbeziehung beruht auf der Basis gegenseitiger Interessen und wechselseitiger Hilfe.

## Geschichte
Die Klientel (lateinisch clientela, ursprünglich juristische Institution des Schutzverhältnisses) ist eine Gruppe von Klienten, im Alten Rom wie heute noch als die Person, die einen Anwalt befragt oder für sich sprechen lässt (cluere: hören, gehorchen). Im Mittelalter wurde bei der Weiterverwendung römischen Rechts auch die Bezeichnung „cliens“ und „advokatus“ beibehalten. 

## Politischer Klientelismus
Politischer Klientelismus bezeichnet den Tausch von Gefälligkeiten, Gütern und Dienstleistungen von Seiten parteipolitischer Führungspersönlichkeiten gegen politische Unterstützung oder Loyalität, etwa in Form von Wahlstimmen, von Seiten der Klienten. Sehr verbreitet ist diese Praxis bis heute in Lateinamerika, bekannt für modernen politischen Klientelismus ist z. B. die Peronistische Partei in Argentinien. Gerade in armen Stadtvierteln werden Abhängigkeiten geschaffen, indem etwa Sozialleistungen von der Gemeindeverwaltung über Mittler (englisch: Broker) an die Bedürftigen verteilt werden und sich so die politische Unterstützung für den bevorzugten Kandidaten gesichert wird, indem z. B. der Erhalt von Lebensmitteln oder Medikamenten an den Besuch von Parteiveranstaltungen gekoppelt wird.
Der Historiker Heinz A. Richter hält den Klientelismus für das wesentliche konstitutive Element aller Balkanstaaten, die unter dem Muhtar-System des Osmanischen Reiches gestanden haben, inklusive Griechenlands.
Der politische Klientelismus ist eine Form der Korruption.

## Verwandte Begriffe
- Kamarilla
- Kazike (Spanien)
- Klientelpolitik
- Lobbyismus
- Parteimaschine, Tammany Hall
- Policy-Netzwerk
- Vetternwirtschaft
- Clan
- Kölner Klüngel
- ambactus